# Lola Baldrich
María Dolores Muñoz García (Toledo, 7 de mayo de 1971) más conocida como Lola Baldrich, es una actriz y cantante española. Ha trabajado en series de televisión como Médico de familia donde interpretaba a Gertru, Compañeros, El internado y Amar en tiempos revueltos. Como cantante fue integrante del popular grupo Objetivo Birmania entre 1989 y 1990.

## Biografía
Es licenciada en Filosofía y Letras en la Facultad de Filosofía y Letras (Universidad Complutense de Madrid) y en Arte Dramático por la RESAD (Real Escuela Superior de Arte Dramático).
En 1989 se le presentó la oportunidad de unirse a la nueva etapa del ya conocido grupo musical Objetivo Birmania, del cual fue integrante hasta finales de 1990, grabando algunos de los temas más populares del grupo como Los amigos de mis amigas son mis amigos, entre otros. 
Tras dejar el grupo se centró en su carrera como actriz. En este sentido, su trayectoria ha estado muy ligada al teatro (donde ha participado en numerosos montajes) y a la televisión, destacando su papel en Médico de familia (donde fue la enfermera Gertru, personaje muy querido y que le dio gran popularidad, durante cerca de cinco años) y en El internado (2010), como la doctora Lucía García. También ha participado en películas y cortometrajes, principalmente con papeles secundarios. Asimismo, apareció en la séptima y última temporada de la serie de la sobremesa Amar en tiempos revueltos dando vida a Rocío Zúñiga, directora de la revista Sucesos.
En octubre de 2010 fue portada de la revista masculina Interviú.

## Filmografía

### Largometrajes
- Continental (1990), de Xavier Villaverde.
- Huidos (1993), de Sancho Gracia.
- Tocando fondo (1993), de José Luis Cuerda.
- Corsarios del chip (1996), de Rafael Alcázar.
- Tengo una casa (1996), de Mónica Laguna.
- Necesidades (1998), de Fernando France.
- Pájaros de papel (2010), de Emilio Aragón Álvarez.

### Cortometrajes
- El pañuelo de mármol (1989), de José Luis Acosta.
- Créeme, estoy muerto (1998), de Pedro Fresneda y Francisco Novallas.

### Televisión
- Delirios de amor (1989).
- Los jinetes del alba (1990).
- Las chicas de hoy en día (1991).
- El oro y el barro (1992).
- Historias de la puta mili (1994).
- Habitación 503 (1994).
- Colegio Mayor (1994).
- Fetiche (1996).
- Médico de familia (1995-1999) como Gertrudis "Gertru" Yunquera.
- 7 vidas (2000) como Cristina "Cris".
- Compañeros (2000-2002) como Lucía.
- El comisario (2003, 2005).
- Un profesor en La Habana (2006).
- Los irrepetibles (2007).
- LEX (2008) como Rebeca.
- El internado (2009-2010) como Lucía García Miranda.
- Amar en tiempos revueltos (2011-2012) como Rocío Zúñiga.
- Bajo sospecha (2016) como Elena Manrique.
- Derecho a soñar (2019).
- Cuéntame cómo pasó (2021) como Helena.
- Perdiendo el juicio (2025) como Manuela Leal.

### Teatro
- Acércate más (1993). Musical cercano al cabaret de pequeño formato.
- El auto de las plantas.
- Tres sombreros de copa.
- La tierra de Alvargonzález. Poema de Machado.
- Carlo Monte en Monte Carlo (1995). Opereta de Enrique Jardiel Poncela.
- La petenera, un drama simbolista andaluz.
- Las mocedades del Cid (1997). Dir.: Gustavo Pérez Puig.
- El botín (1997), de Joe Orton.
- La dama duende (2000-2001), Dir.: Alonso de Santos.
- Don Gil de las calzas verdes. Los equívocos del clásico.
- Sois la bomba (2006). Dir.: Alexander Herold.
- Nadie es perfecto. Dir.: Alexander Herold.
- El caso de la mujer asesinadita (2009). Dir.: Amelia Ochandiano.
- Celebración (2010). Dir.: Carlos Fernández de Castro.
- Los justos (2013-2014). Dir.: Javier Hernández - Simón.
- Pingüinas (2015), de Fernando Arrabal.
- Addio del Passato (2016), de Julio Bravo.
- La guerra del sofá (2016), de Manuel Hidalgo.
- El castigo sin venganza (2018), Dir.: Helena Pimenta.
- El banquete (2019), de Catherine Marnas y Helena Pimenta.
- El enfermo imaginario (2020), de Molière, Dir.: Josep Maria Flotats.

## Discografía

#### Con Objetivo Birmania
- 1989: Los amigos de mis amigas son mis amigos

## Premios
- Ercilla de teatro en 1996 por Tres sombreros de copa.
- Nominada al premio de la Unión de Actores y Actrices a la Mejor Actriz Secundaria por Médico de familia en 1997.